# 380-kV-Leitung Geertruidenberg–Eindhoven

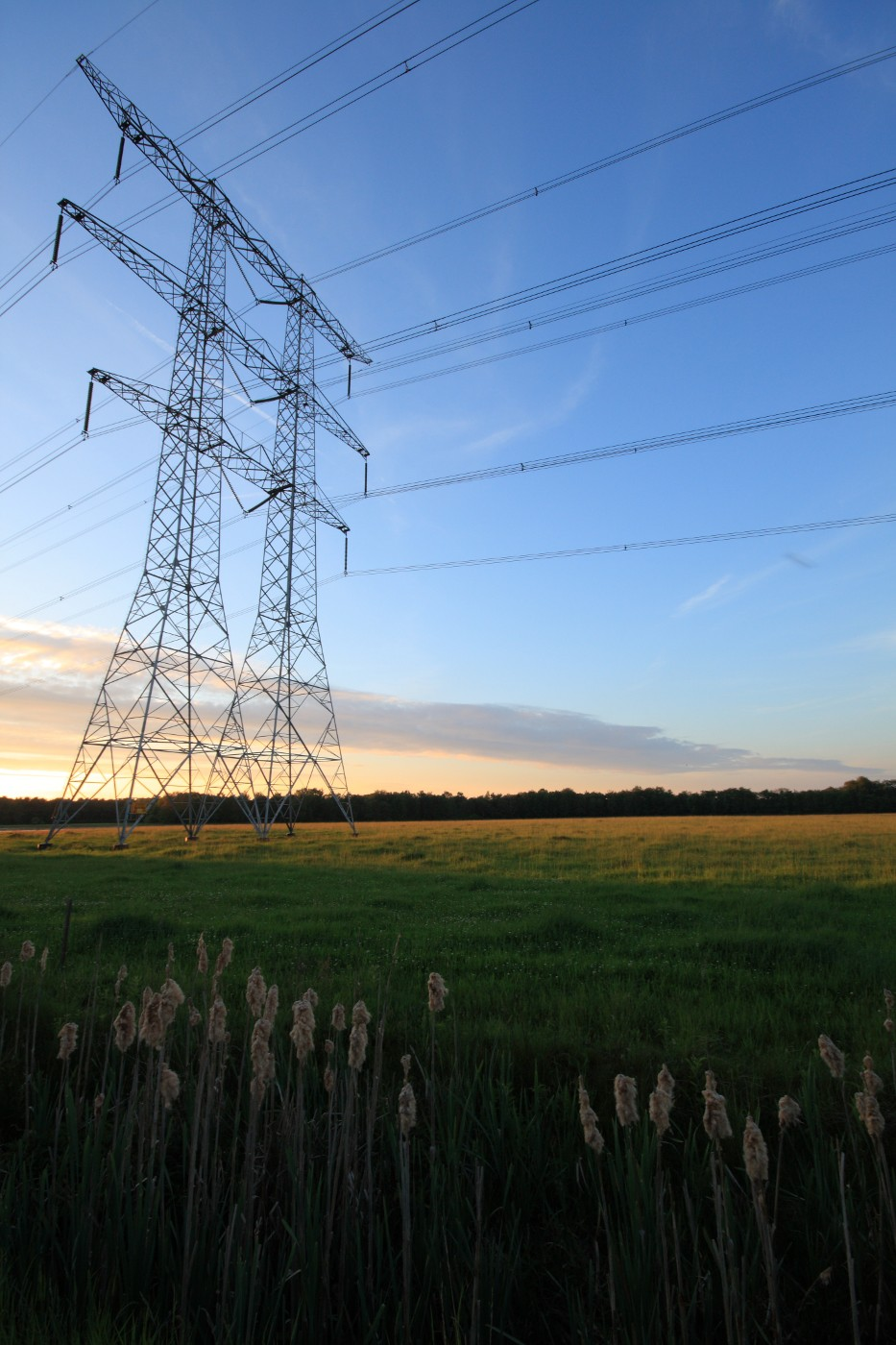
Leitungsmast bei Tilburg

Die 380-kV-Leitung Geertruidenberg–Eindhoven ist eine dreikreisige Freileitung für die Drehstrom-Hochspannungs-Übertragung zwischen den Umspannwerken Geertruidenberg und Eindhoven in der niederländischen Provinz Noord-Brabant. Die 63,6 km lange Höchstspannungsverbindung wird mit 380 kV betrieben und war zum Zeitpunkt ihrer Errichtung in den 1960er Jahren die erste 380-kV-Leitung in den Niederlanden. Ausgehend von ihr entwickelte sich ein landesweiter Höchstspannungsring mit Verbindungen in die Nachbarländer Deutschland und Belgien.

## Betrieb

### Verlauf
Die Verlaufsrichtung der Leitung ist Nordwest–Südost. Sie beginnt am 380-/150-kV-Umspannwerk Geertruidenberg, das als Schaltanlage für das nahegelegene Kohlekraftwerk Amercentrale dient und führt nach Osten weg, am zweiten Mast wechselt die Richtung mit einem zusätzlichen Spannfeld nach Süden, vorbei am 150-kV-Schaltwerk Geertruidenberg-Zuid. Dann verläuft parallel zu ihr die 150-kV-Leitung Geertruidenberg-Zuid–Tilburg-West und führt nördlich und östlich um Tilburg herum. Hinter Tilburg wird zweimal die A58 überquert und nördlich von Best die A 2. Im nördlichen Stadtgebiet von Eindhoven wechselt die Richtung von Osten/Südosten nach Süden, dabei wird die A50 überquert. Im Osten von Eindhoven endet die Leitung im 380-/150-kV-Umspannwerk Eindhoven-Oost.

### Masten
Die Leitung ist auf Masten mit sehr ungewöhnlicher Bauform verlegt. Während die meisten 380-kV-Verbindungen in den Niederlanden zweikreisig ausgeführt sind tragen die Masten dieser Leitung drei 380-kV-Stromkreise (3 × 1,645 MVA). Die Masten sind als doppelte Gitterkonstruktion mit drei Traversen in Tonnenmast-Anordnung aufgeführt. Die drei Stromkreise befinden sich je außen an den Enden der Traverse und in der Mitte zwischen beiden Masten. Um die Gefahr abzuwenden, dass starker Wind die Isolatoren zum Mast hin dreht, was einen Kurzschluss über die Stahlkonstruktion zur Folge hätte, sind die Isolatoren des mittleren Stromkreises in V-Form angeordnet.
Die insgesamt 181 Masten (Mastnummerierung 1–180, Mast 2 wird doppelt als 2A und 2B gezählt) sind durchschnittlich etwa 60 Meter hoch, was sie zu auffälligen Landmarken macht. Aufgrund der Höhe und ihrer breiten Grundfläche werden sie auch als Kleerkast (dt. Kleiderschrank) bezeichnet.

## Geschichte

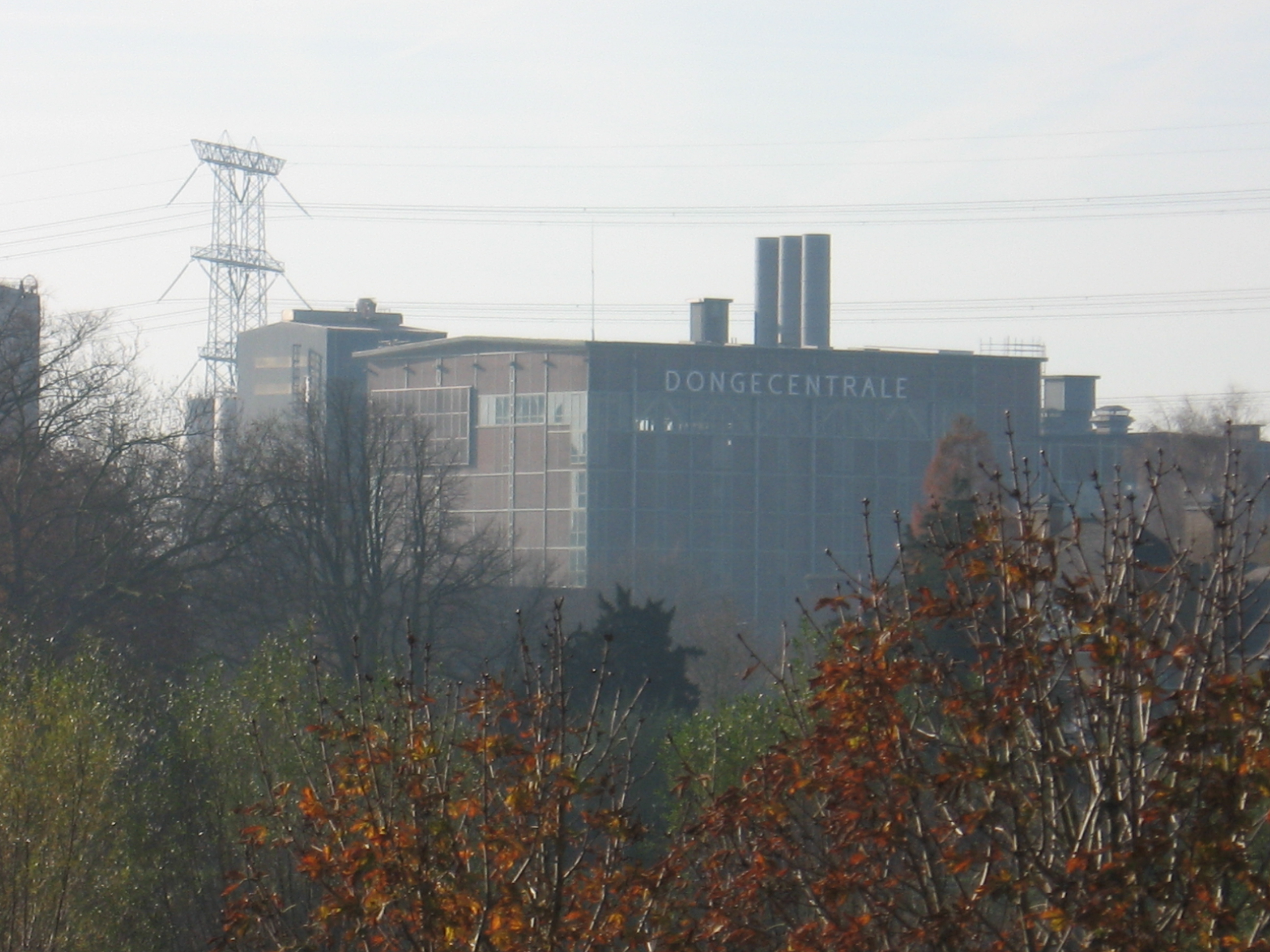
Dongecentrale mit Leitung im Hintergrund

### Leitung von 1933
Die erste Leitung zwischen Geertruidenberg und Eindhoven wurde 1933 durch die Provinciale Noord-Brabantse Electriciteits Maatschappij (PNEM) errichtet und wurde mit einer Spannung 150 kV betrieben. Sie diente als Ergänzung eines ursprünglich mit 50 kV betriebenen, zweikreisigen Ringnetzes der Provinz Noord-Brabant. Schon 1929 wurde der Bau dieser Leitung beschlossen, um Kapazitäten aus dem 1919 errichteten und 1930 erweiterten Kraftwerk Dongecentrale bei Geertruidenberg zu verteilen. Das damalige Umspannwerk in Eindhoven befand sich im nördlichen Stadtteil Woensel und verband das 150-kV- mit dem 50-kV-Netz. 
Diese Leitung war auf Tonnenmasten verlegt, die durchschnittlich 30 m (Abspannmasten) bzw. 31,5 m (Tragmasten) hoch waren und in einem Abstand von 250 m zueinander standen. Für die Kreuzung des Wilhelminakanals wurden zwei 51,5 m hohe Abspannmasten verwendet. Wie auch bei vielen Leitungen in Deutschland aus dieser Zeit wurden auch in den Niederlanden zu beiden Seiten von Bahnstrecken Abspannmasten verwendet. Die Leiterseile für 150 kV bestanden aus Kupferdraht mit einer Querschnittsfläche von 150 mm², zusätzlich war auf der Mastspitze ein Erdseil verlegt. Der Trassenverlauf dieser Leitung entsprach im Wesentlichen dem der späteren 380-kV-Leitung, allerdings war er aufgrund der damals noch geringeren Besiedelung wesentlich geradliniger.
1960 wurden die Leiterseile durch die heute übliche Bauform ersetzt, eine Stahlseele im Inneren für die Festigkeit und außen ummantelt mit Aluminiumdraht und als Bündelleiter ausgeführt, und um eine Zusatztraverse für zwei Erdseile ergänzt. Im Zuge des Baus der 380-kV-Station Geertruidenberg wurde der Leitungsverlauf am nordwestlichen Ende verändert. 1985 wurde der Abschnitt von dort bis Tilburg durch eine Leitung mit anderen Masten ersetzt, der Abschnitt zwischen Tilburg und Best ist bis heute in Betrieb.

### Leitung von 1967

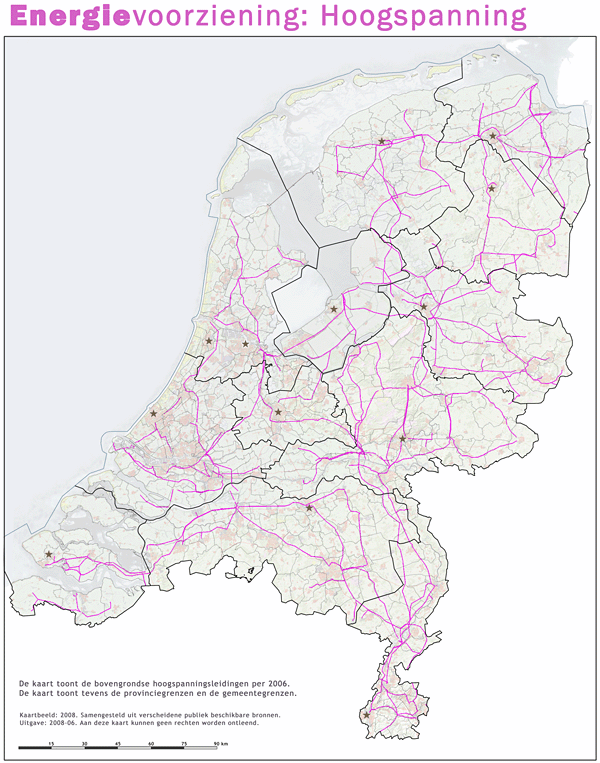
Niederländisches Übertragungsnetz

Ein 380-kV-Netz, das als oberste Spannungsebene im zunächst westeuropäischen Verbundnetz diente, wurde nach dem Zweiten Weltkrieg ab den 1950er Jahren aufgebaut. Die ersten Leitungen dieser Spannung gingen 1952 in Schweden (Harsprånget–Hallsberg) und 1957 in Deutschland (Rommerskirchen–Hoheneck) in Betrieb. Pläne für ein niederländisches 380-kV-Netz gab es seit Anfang der 1960er Jahre. 
Die PNEM plante ab 1965 von Geertruidenberg bzw. dem dort 1952 errichteten Kohlekraftwerk Amercentrale ausgehend drei Leitungsverbindungen, um den Südwesten des Landes und die Provinz Noord-Brabant an das Höchstspannungsnetz anzubinden. Vorgesehen waren die Leitungen:
- Geertruidenberg–Eindhoven (dreikreisig)
- Geertruidenberg–Krimpen (zweikreisig)
- Geertruidenberg–Maasbracht (zweikreisig)

Über das Umspannwerk Maasbracht war außerdem eine Kuppelleitung zum deutschen Höchstspannungsnetz des RWE über die Umspannanlage Oberzier vorgesehen.
Die Leitung Geertruidenberg–Eindhoven war von Beginn an als dreikreisige Leitung vorgesehen, um Kapazitäten für eine mögliche Erweiterung der Amercentrale zur Verfügung zu haben. Zwei Stromkreise sind Teil des in den Niederlanden ansonsten durchgehend zweikreisigen Übertragungsnetzes, der zusätzliche dritte für die Verteilung der Energie in der Region.
Der erste Mast dieser Leitung wurde im Oktober 1966 bei Tilburg gesetzt. Nach einem Jahr Bauzeit war sie im November 1967 fertiggestellt und wurde zunächst mit einer Spannung von 150 kV provisorisch in Betrieb genommen. Erst als 1969 die 380-kV-Umspannwerke in Geertruidenberg und Eindhoven fertiggestellt waren, wurde sie auf diese Spannung umgestellt.
In den 1970er Jahren wurden auch die restlichen Verbindungen von Geertruidenberg ausgehend gebaut und mit dem deutschen und belgischen Stromnetz verbunden. Bis 1996 entstand dann abschnittsweise ein landesweiter 380-kV-Ring sowie ein zusätzlicher um Rotterdam.